# Mark Herman
Mark Herman (Bridlington, 17 ottobre 1954) è un regista e sceneggiatore britannico.

## Biografia
Ha studiato alla Leeds Polytechnic e si è avvicinato al mondo del cinema poco prima dei trent'anni, precedentemente aveva lavorato come animatore e fumettista, con una formazione presso la National Film School. Dopo aver diretto alcuni cortometraggi, debutta come regista con il film Tutta colpa del fattorino una commedia su uno scambio d'identità interpretata Dudley Moore e Bryan Brown.
Nel 1996 scrive e dirige l'apprezzato Grazie, signora Thatcher, storia di una banda musicale formata da minatori che devono fronteggiare le difficoltà dopo la perdita del proprio posto di lavoro. Il film vince numerosi premi tra cui il Premio César per il miglior film straniero e viene incluso nella BFI 100, lista dei cento migliori film britannici. Due anni più tardi dirige Little Voice - È nata una stella, basato su un'opera teatrale di Jim Cartwright. Per questi due film viene candidato al BAFTA alla migliore sceneggiatura. Nel 2000 dirige Prenditi un sogno, film sportivo sul calcio, mentre nel 2003 torna dietro la macchina da presa per Hope Springs.
Dopo qualche anno di pausa, torna nel 2008 per dirigere Il bambino con il pigiama a righe, tratto dall'omonimo best seller di John Boyne.

## Filmografia

### Regista e sceneggiatore
- Tutta colpa del fattorino (Blame it on the Bellboy, 1992)
- Grazie, signora Thatcher (Brassed Off, 1996)
- Little Voice - È nata una stella (Little Voice, 1998)
- Prenditi un sogno (Purely Belter, 2000)
- Hope Springs (Hope Springs, 2003)
- Il bambino con il pigiama a righe (The Boy in the Striped Pyjamas, 2008)